# Pfarrkirche Paternion

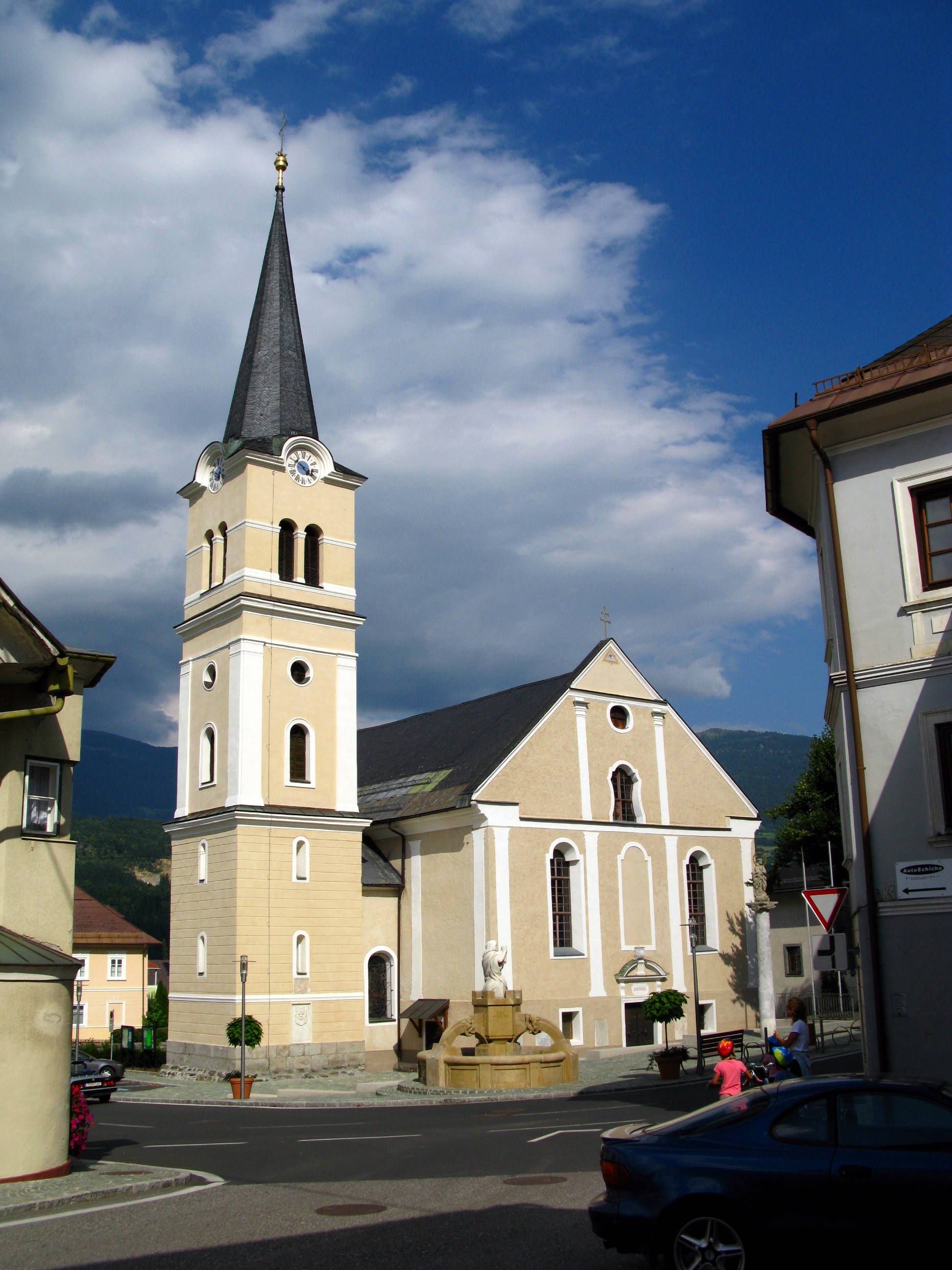

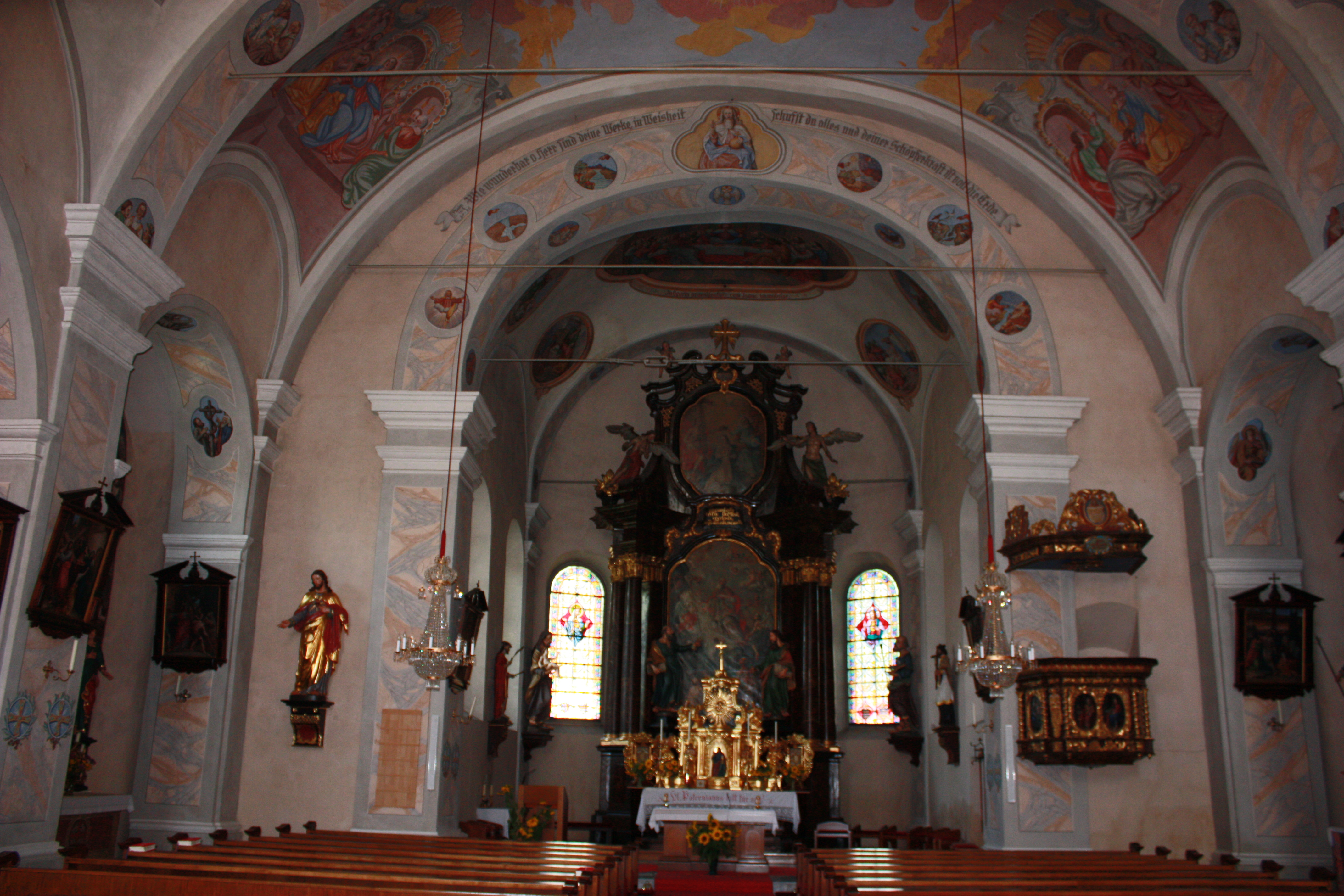
Innenansicht

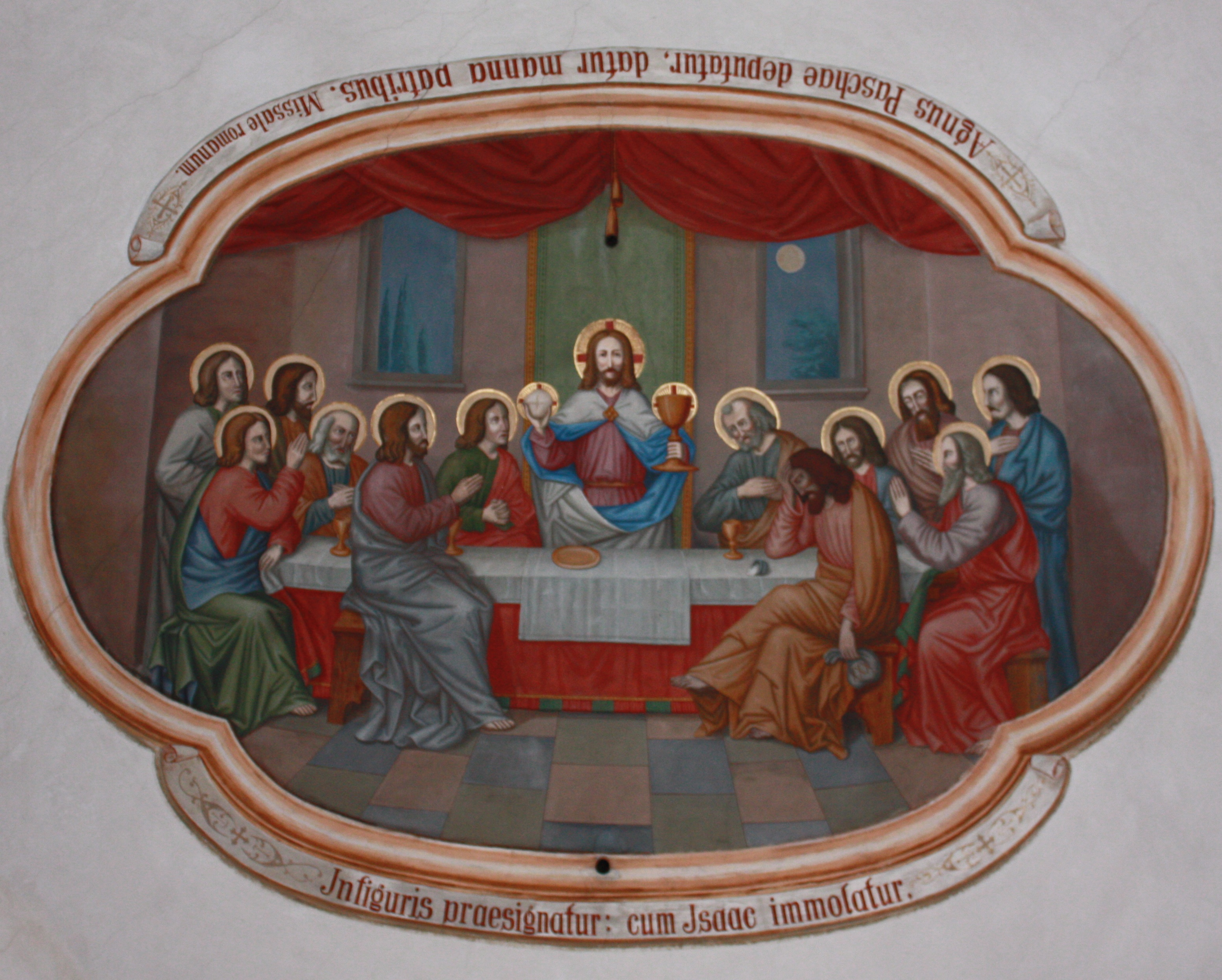
Deckengemälde: Letztes Abendmahl

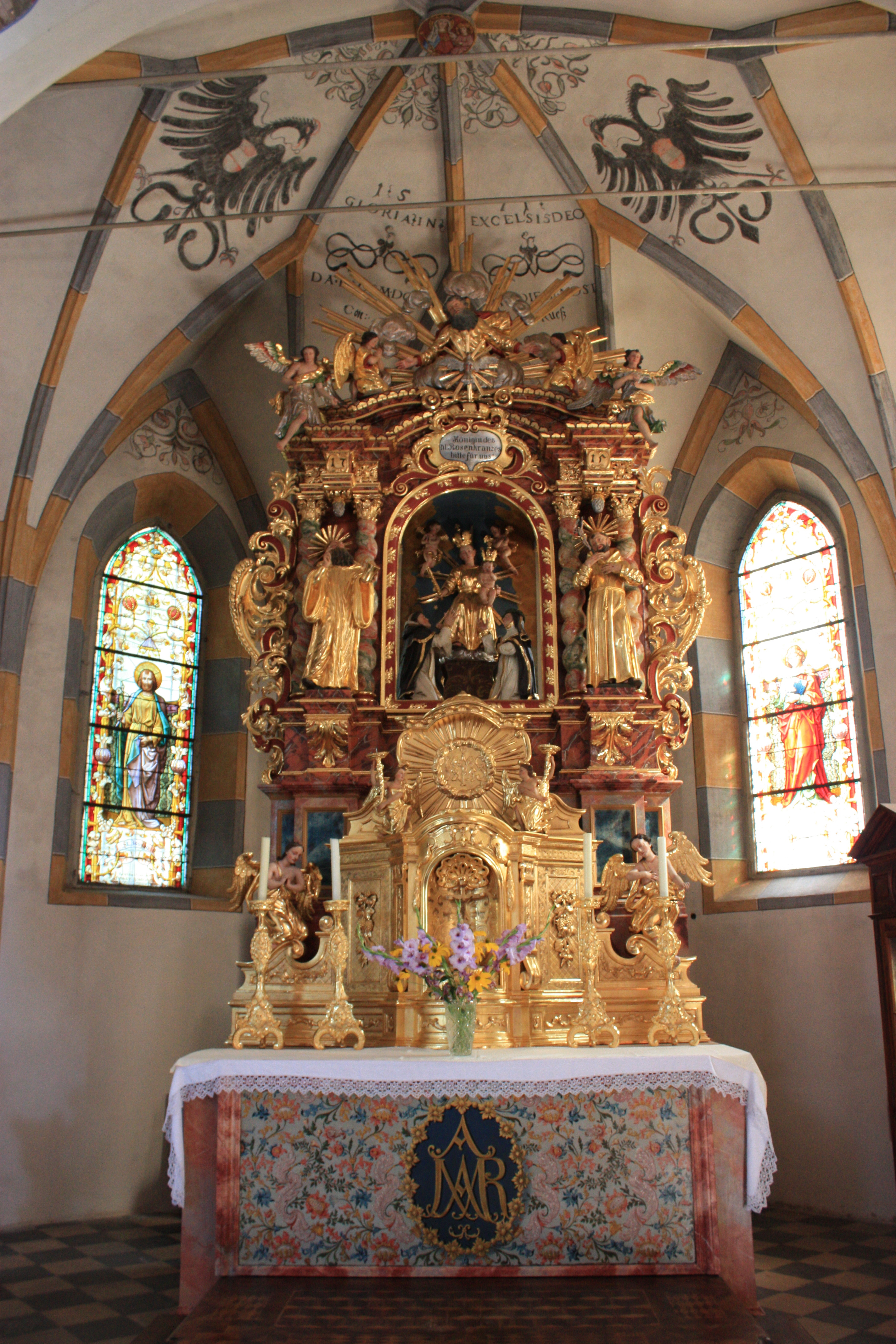
Rosenkranzaltar

Die Pfarrkirche Paternion steht am Anna-Plazotta-Platz unterhalb des Schlosses Paternion in der gleichnamigen Ortschaft. Das Patrozinium des Paternianus weist auf die Zugehörigkeit der Pfarre zum Patriarchat von Aquileja von 811 bis 1786 hin.
Die erste urkundliche Erwähnung fand die Kirche 1296. Zwischen 1330 und 1341 bestand in Paternion ein Kollegiatstift. In der Reformationszeit war die Pfarre mit Nikelsdorf und Feistritz unter einem evangelischen Prädikanten vereinigt. 1765 trug man das gotische Langhaus der Kirche ab und errichtete eine genordete Kirche unter Einbeziehung des alten Chores als Seitenkapelle.

## Baubeschreibung
Das Langhaus hat ein breites Satteldach. Die Südfassade, zugleich die Hauptfassade ist durch Pilaster und geschwungene Fensterformen gegliedert, das Portal mit geradem Sturz von einem gesprengten Giebel bekrönt.
Der eingezogene Chor endet in einer halbkreisförmigen Apsis. Der westlich des Langhauses angestellte, dreigeschoßige Turm mit zweiteiligen Schallfenstern wird von einem Spitzhelm mit Segmentgiebeln bekrönt. Zwischen Turm und Chor befindet sich ein barocker Kapellenanbau mit rund verschliffenen Ecken und einem abgesetzten Dach. Im Osten des Langhauses ist die zweigeschoßige, barocke Sakristei angebaut. Südlich davon steht der Chor der alten Kirche, heute Kapelle, mit drei Spitzbogenfenstern und zweistufigen Strebepfeilern, die im oberen Teil erneuert wurden. In der Nische zwischen der Sakristei und dem gotischen Chor hängt ein spätbarockes Kruzifix. An der Rückwand malte 1842 Christoph Brandstätter Maria, Johannes und Maria Magdalena sowie Jerusalem als Hintergrund. Links davon stellt er die Taufe Jesu und darüber die Auferstehung dar, rechts die Verklärung des Herrn am Berg Tabor und darüber die Christi Himmelfahrt. An der südlichen Außenmauer ist eine römerzeitliche Grabinschrift für die Einheimischen Tinco, Banana und Ambidrabus angebracht, über dem Südportal ein Weihealtar für Mithras.
Im dreijochigen Saallanghaus ruht ein Platzlgewölbe auf Pilastern. Die Joche werden durch Gurtbögen getrennt. Im breiteren Mitteljoch sind zwei Seitenkapellen querschiffartig angebaut. Der gotische Chor der alten Kirche mit Fünfachtelschluss hat ein Rippensterngewölbe mit einem runden Schlussstein mit einer gemalten Madonna mit Kind. Die Fenster mit den Darstellungen der Heiligen Josef, Johannes Ev. und Paternianus wurden Ende des 19. Jahrhunderts von Strobl und Jäger aus Brixen gefertigt. Die zwei figürlichen Glasgemälde in der gegenüberliegenden Kapelle schuf 1953 Karl Weiser zum Gedenken an Gräfin Elisabeth Foscari-Widmann-Rezzonico. Die gemauerte Empore auf vier zarten Holzsäulen ragt in der Mitte vor. Auf der Empore befindet sich eine hölzerne Sängerestrade mit einer um 1860 von Jakob Ladstätter gefertigten Orgel. Ein rundbogiger Triumphbogen mit Pilastern verbindet das Langhaus mit dem einjochigen Chor.

## Wandmalereien
Die Wandmalereien aus der zweiten Hälfte des 18. Jahrhunderts wurden im 19. Jahrhundert zum Teil übermalt. Das Letzte Abendmahl im Chorgewölbe wird von vier alttestamentlichen Szenen umgeben. Das Gemälde im nördlichen Joch zeigt die Herabkunft des Heiligen Geistes. Die Verherrlichung des heiligen Paternianus im Mitteljoch ist vermutlich ein Werk des schwäbischen Malers Eustachius Gabriel. Im südlichen Joch ist eine thronende Madonna mit dem heiligen Josef dargestellt.

## Einrichtung
Der in einem Chronogramm mit 1776 bezeichnete Altar gibt am Mittelbild die Glorifikation des heiligen Paternianus und am Oberbild die Marienkrönung wieder. Diese beide Bilder stammen von Anton Nierenberger. Neben dem Mittelbild stehen die Schnitzfiguren der Apostelfürsten Petrus und Paulus.
Der Rosenkranzaltar von 1715 im ehemaligen Chor birgt in der Mittelnische eine thronende Muttergottes, die von den Heiligen Dominikus und Katharina von Siena angebetet wird. Seitlich stehen die Statuen der Heiligen Benedikt und Franz von Assisi. Den Aufsatz bildet Gottvater mit Engeln.
Der Altar in der gegenüberliegenden Kapelle besteht aus Marmor mit Steinintarsien und wurde im dritten Viertel des 18. Jahrhunderts vermutlich in einer Laibacher Werkstätte gefertigt. Das Mittelbild von Anton Nierenberger mit der Darstellung des heiligen Florian wird von den Steinfiguren Petrus und Paulus flankiert.
In der Kapelle links und rechts des Hochaltars stehen neobarocke Altäre. Auf dem linken Altar steht eine plastische Kreuzigungsgruppe von Joseph Mayer, auf dem rechten die Figuren der Heiligen Josef und Norbert sowie des Kirchenheiligen Paternianus.
Der Kanzelkorb, um 1720 entstanden ist mit den Evangelisten bemalt.
Weiters besitzt die Kirche einen Taufstein von 1652, Konsolfiguren der Heiligen Josef und Joachim aus dem 18. Jahrhundert, neobarocke Konsolfiguren des Johannes Nepomuk und eines Schmerzensmannes aus der zweiten Hälfte des 19. Jahrhunderts und eine Konsolfiguren des heiligen Paternianus vom Ende des 15. Jahrhunderts mit barocker Fassung.